# The Football
The Football ist eine markante Felsformation an der Borchgrevink-Küste des ostantarktischen Viktorialands. Der Felsen ragt an der Nordseite des Football Mountain aus einem Gebirgskamm zwischen dem Edisto-Gletscher und dem Tucker Inlet auf. Um ihn herum befindet sich ein ebenmäßiger Schneehang, der ihn zu einer auffälligen Landmarke für das Ansteuern der nahegelegenen Hallett-Station macht.
Wissenschaftler einer von 1957 bis 1958 dauernden Kampagne im Rahmen der New Zealand Geological Survey Antarctic Expedition benannten ihn deskriptiv, da er in seiner Form an einen Football erinnert.